# كوستريب
كوستريب (مونتانا) (بالإنجليزية: Colstrip, Montana)‏ هي مدينة تقع في الولايات المتحدة في مقاطعة روزبود. يقدر عدد سكانها بـ 2,214 نسمة ومساحتها 11.58 كم2 وترتفع عن سطح البحر 982 متر.

## التركيبة السكانية
قام مكتب تعداد الولايات المتحدة بتحديد بيانات التركيبة السكانية لكوستريبفي تعداد الولايات المتحدة. في ما يلي، التركيبة السكانية حسب تعدادي 2000 و2010.

### تعداد عام 2000
بلغ عدد سكان كوستريب 2,346 نسمة بحسب تعداد عام 2000، وبلغ عدد الأسر 825 أسرة وعدد العائلات 674 عائلة مقيمة في المدينة. في حين سجلت الكثافة السكانية 522.6 نسمة لكل ميل مربع (201.8/كم2). وبلغ عدد الوحدات السكنية 936 وحدة بمتوسط كثافة قدره 208.5 نسمة لكل ميل مربع (80.5/كم2).
وتوزع التركيب العرقي للمدينة بنسبة 83.93% من البيض و 11.30% من الأمريكيين الأصليين و 0.13% من الأمريكيين ذوي الأصول الآسيوية و 0.68% من الأمريكيين الأفارقة و 3.45% من عرقين مختلطين أو أكثر.
بلغ عدد الأسر 825 أسرة كانت نسبة 48.2% منها لديها أطفال تحت سن الثامنة عشر تعيش معهم، وبلغت نسبة الأزواج القاطنين مع بعضهم البعض 66.8% من أصل المجموع الكلي للأسر، ونسبة 9.6% من الأسر كان لديها معيلات من الإناث دون وجود شريك، وكانت نسبة 18.3% من غير العائلات. تألفت نسبة 16.7% من أصل جميع الأسر من أفراد ونسبة 2.5% كانوا يعيش معهم شخص وحيد يبلغ من العمر 65 عاماً فما فوق. وبلغ متوسط حجم الأسرة المعيشية 3.18، أما متوسط حجم العائلات فبلغ 2.84.
بلغ العمر الوسطي للسكان 35 عاماً. وكانت نسبة 34.4% من القاطنين تحت سن الثامنة عشر، وكانت نسبة 6.1% بين الثامنة عشر والأربعة وعشرون عاماً، ونسبة 28.7% كانت واقعةً في الفئة العمرية ما بين الخامسة والعشرون حتى والأربعة وأربعون عاماً، ونسبة 27.7% كانت ما بين الخامسة والأربعون حتى الرابعة والستون، ونسبة 3.1% كانت ضمن فئة الخامسة والستون عاماً فما فوق. يوجد لكل 100 أنثى 106.0 ذكر، ويوجد لكل 100 أنثى في الثامنة عشر من عمرها فما فوق 100.9 ذكر.
بلغ متوسط دخل الأسرة في المدينة 55,650 دولار، أما متوسط دخل العائلة فبلغ 60,352 دولار. وكان متوسط دخل الذكور 54,241 دولار مقابل 25,234 دولار للإناث. وسجل دخل الفرد الخاص بالمدينة 20,336 دولار. وكانت نسبة 5.9% من العائلات ونسبة 7.0% من السكان تحت خط الفقر، وكان من هؤلاء نسبة 10.7% تحت سن الثامنة عشر ولا أحد منهم في الخامسة والستين من العمر وما فوق.

### تعداد عام 2010
بلغ عدد سكان كوستريب 2,214 نسمة بحسب تعداد عام 2010، وبلغ عدد الأسر 863 أسرة وعدد العائلات 622 عائلة مقيمة في المدينة. في حين سجلت الكثافة السكانية 495.3 نسمة لكل ميل مربع (191.2/كم2). وبلغ عدد الوحدات السكنية 986 وحدة بمتوسط كثافة قدره 220.6 لكل ميل مربع (85.2/كم2).
وتوزع التركيب العرقي للمدينة بنسبة 84.7% من البيض و 9.0% من الأمريكيين الأصليين و 0.6% من الأمريكيين ذوي الأصول الآسيوية و 0.1% من سكان جزر المحيط الهادئ و 0.2% من الأمريكيين الأفارقة و 5.0% من عرقين مختلطين أو أكثر.
بلغ عدد الأسر 863 أسرة كانت نسبة 35.9% منها لديها أطفال تحت سن الثامنة عشر تعيش معهم، وبلغت نسبة الأزواج القاطنين مع بعضهم البعض 61.8% من أصل المجموع الكلي للأسر، ونسبة 5.8% من الأسر كان لديها معيلات من الإناث دون وجود شريك، بينما كانت نسبة 4.5% من الأسر لديها معيلون من الذكور دون وجود شريكة وكانت نسبة 27.9% من غير العائلات. تألفت نسبة 24.1% من أصل جميع الأسر من أفراد ونسبة 5.2% كانوا يعيش معهم شخص وحيد يبلغ من العمر 65 عاماً فما فوق. وبلغ متوسط حجم الأسرة المعيشية 3.06، أما متوسط حجم العائلات فبلغ 2.57.
بلغ العمر الوسطي للسكان 38.1 عاماً. وكانت نسبة 28.2% من القاطنين تحت سن الثامنة عشر، وكانت نسبة 5.9% بين الثامنة عشر والأربعة وعشرون عاماً، ونسبة 24.9% كانت واقعةً في الفئة العمرية ما بين الخامسة والعشرون حتى والأربعة وأربعون عاماً، ونسبة 36% كانت ما بين الخامسة والأربعون حتى الرابعة والستون، ونسبة 5.2% كانت ضمن فئة الخامسة والستون عاماً فما فوق. وتوزع التركيب الجنسي للسكان بنسبة 51.8% ذكور و48.2% إناث.